# Ángel Parra
Pour les articles homonymes, voir Parra (homonymie) et Angel Parra.
Ángel Parra est un chanteur chilien, né le 27 juin 1943 à Valparaíso (Chili) et mort le 11 mars 2017 à Antony (France), fils de Violeta Parra. Il a obtenu la nationalité française.

## Biographie

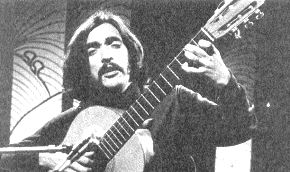
Ángel Parra en 1973.

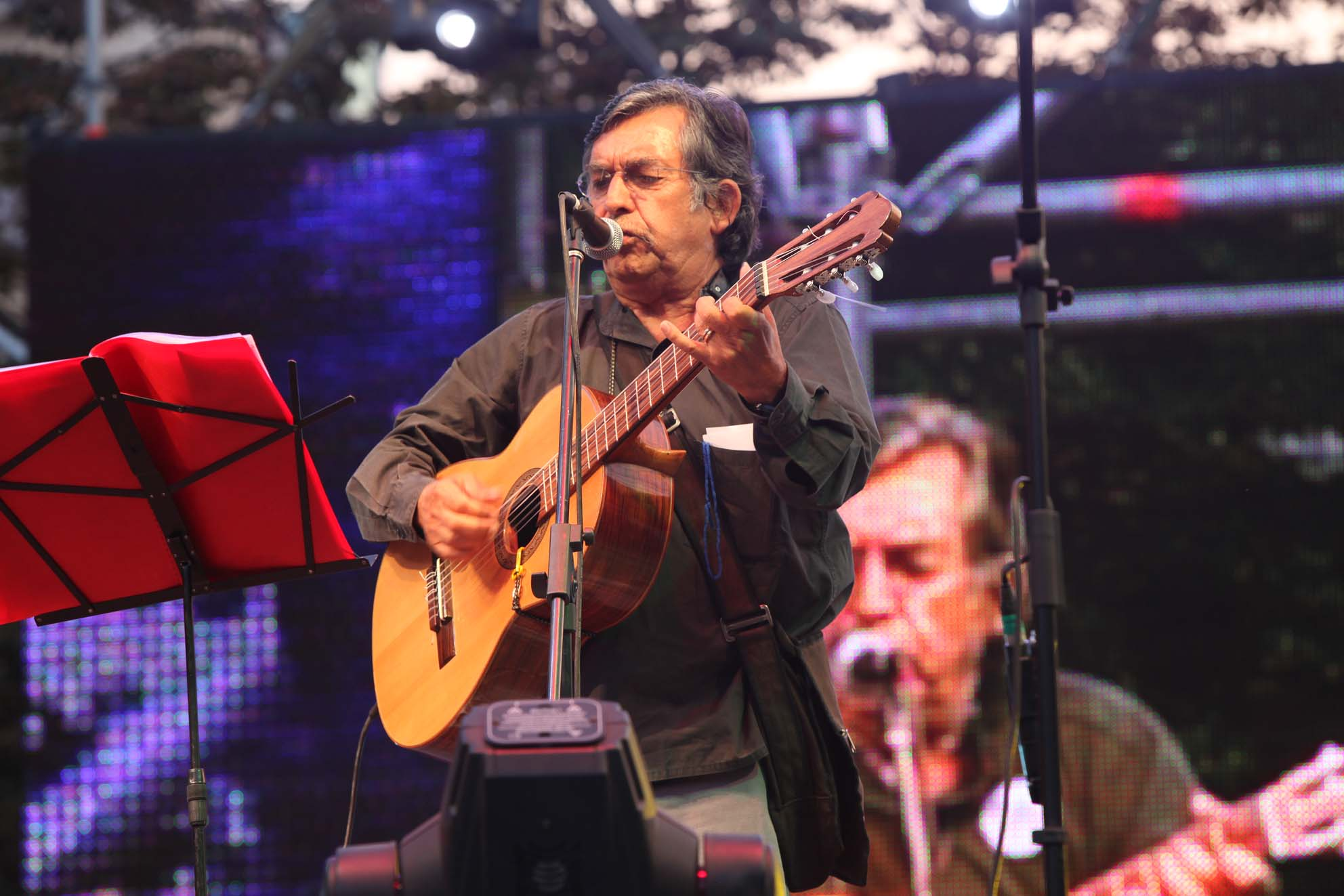
Ángel Parra en 2010.

Ángel Parra est le fils de Violeta Parra et le frère d'Isabel Parra.
Ángel Parra est emprisonné à partir du 14 septembre 1973, au lendemain du coup d'État militaire, qui a amené l'instauration de la dictature de Pinochet, à l'Estadio nacional, car il est communiste et soutient Salvador Allende.
Il est ensuite emmené par l'armée à la prison de Chacabuco dans le désert d'Atacama. En 1974, il s'exile au Mexique, puis en France, où il s'installe avec sa famille. En 1989, il retourne au Chili pour faire une tournée à travers le pays. À cette époque, le régime de Pinochet s'essouffle car, lors du plébiscite de 1988, les Chiliens disent non à la continuité du pouvoir de Pinochet.
Fin 2004, il reçoit avec sa sœur le titre de Figuras fundamentales de la música chilena.
En 2006, Ángel Parra publie simultanément un CD où il interprète les chansons de sa mère Violeta Parra et un livre sur son histoire, Violeta se fue a los cielos (« Violeta s'en fut au paradis », non traduit en français). Le livre a donné lieu à un film homonyme tourné par Andrés Wood.

### Mort
Ángel Parra est mort le 11 mars 2017 à Antony à l’âge de 73 ans, des suites d'un cancer au poumon
Il reçoit In Memoriam un Coup de Cœur Musiques du Monde 2018 de l’Académie Charles Cros.

## Discographie
- [Canción de Amor] Album Canciones de Amor y Muerte, sortie 1969

## Œuvre

### Romans et récits
- 2006 : Violeta se fue a los cielos, Éd. Catalonia
- 2005 : Manos en la nuca, traduction française : Mains sur la nuque, 2007, Paris, Anne-Marie Métailié,   (ISBN 978-2-86424-605-3)
- 2013 : Bienvenido al paraíso, traduction française : Bienvenue au paradis, 2015, Paris, Anne-Marie Métailié,  (ISBN 979-10-226-0167-2)
- 2014 : Mon premier tango à Paris.